# Cimetière de Monticello
Le cimetière de Monticello (en anglais : Monticello Graveyard) est un cimetière américain situé à Monticello, dans le comté d'Albemarle, en Virginie. Le troisième président des États-Unis Thomas Jefferson y est enterré, de même que sa mère Jane Randolph Jefferson, sa femme Martha Wayles Skelton Jefferson, sa fille Martha Jefferson Randolph et d'autres membres de sa famille.

## Personnalités enterrées sur place
- Jane Randolph Jefferson (1721-1776)
- Martha Wayles Skelton Jefferson (1748-1782)
- Wilson Cary Nicholas (1761-1820)
- Thomas Jefferson (1743-1826)
- Martha Jefferson Randolph (1772-1836)
- George Wythe Randolph (1818-1867)